# Nançois-le-Grand
Pour les articles homonymes, voir Nançois-sur-Ornain.
Nançois-le-Grand est une commune française située dans le département de la Meuse, en région Grand Est.

## Géographie

### Hydrographie
La commune est traversée par la ligne de partage des eaux entre les régions hydrographiques « la Seine de sa source au confluent de l'Oise (exclu) » et « la Seine du confluent de l'Oise (inclus) à l'embouchure » au sein du bassin Seine-Normandie. Elle est drainée par le ruisseau Malval, le Fossé 01 de la commune de Nançois-le-Grand, le ruisseau de Vaudière et le ruisseau du Clocher,.
Le ruisseau Malval, d'une longueur de 10 km, prend sa source dans la commune de Erneville-aux-Bois et se jette  dans l'Ornain à Nançois-sur-Ornain, après avoir traversé quatre communes.

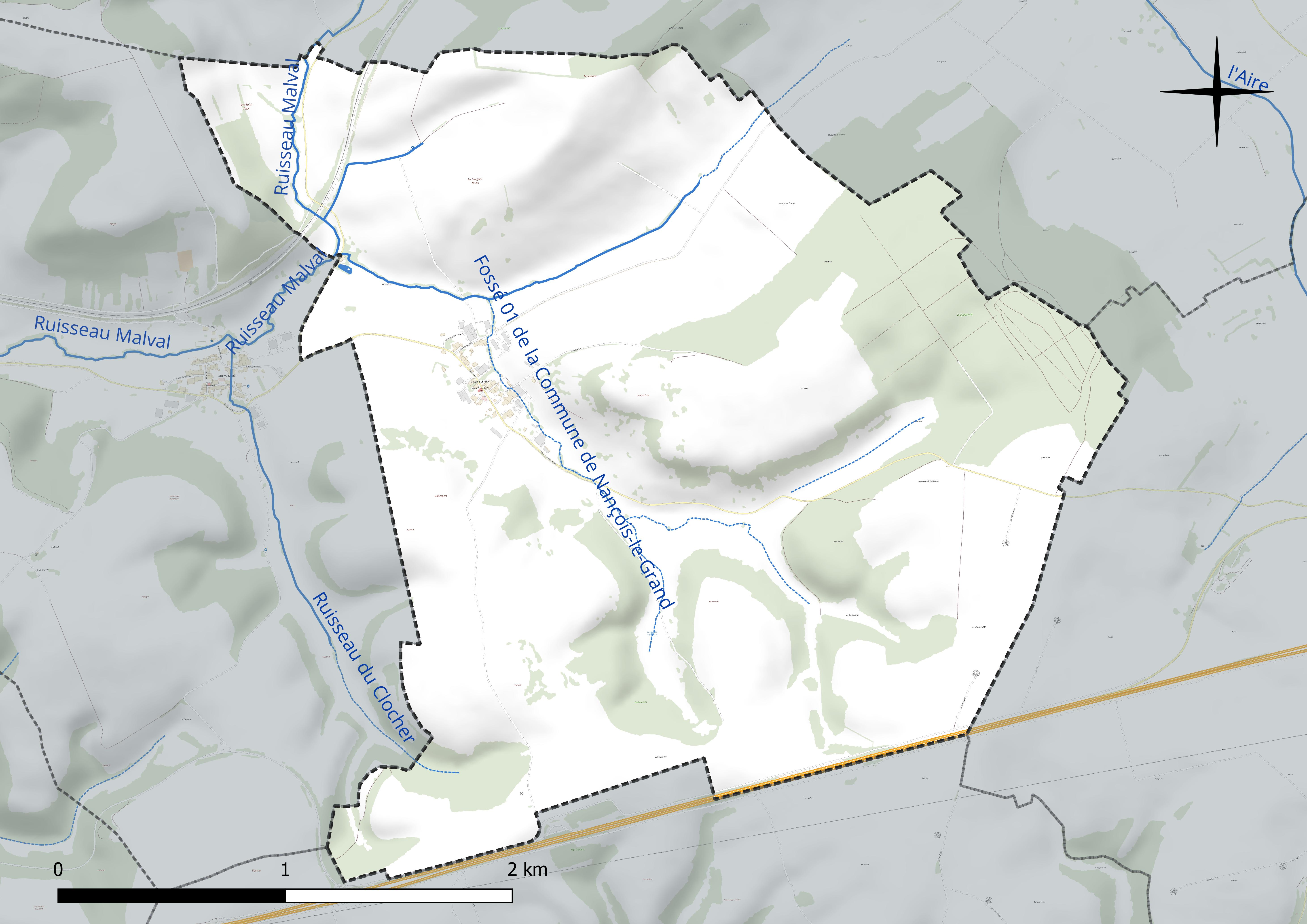
Réseau hydrographique de Nançois-le-Grand.

### Climat
Pour des articles plus généraux, voir Climat du Grand Est et Climat de la Meuse.
En 2010, le climat de la commune est de type climat de montagne, selon une étude du Centre national de la recherche scientifique s'appuyant sur une série de données couvrant la période 1971-2000. En 2020, Météo-France publie une typologie des climats de la France métropolitaine dans laquelle la commune est exposée à un climat océanique altéré et est dans la région climatique  Lorraine, plateau de Langres, Morvan, caractérisée par un hiver rude (1,5 °C), des vents modérés et des brouillards fréquents en automne et hiver.
Pour la période 1971-2000, la température annuelle moyenne est de 9,6 °C, avec une amplitude thermique annuelle de 16 °C. Le cumul annuel moyen de précipitations est de 1 090 mm, avec 14,3 jours de précipitations en janvier et 9,7 jours en juillet. Pour la période 1991-2020, la température moyenne annuelle observée sur la station météorologique de Météo-France la plus proche, « Erneville aux Bois_sapc », sur la commune d'Erneville-aux-Bois à 4 km à vol d'oiseau, est de 9,9 °C et le cumul annuel moyen de précipitations est de 1 021,5 mm. 
La température maximale relevée sur cette station est de 39,4 °C, atteinte le 25 juillet 2019 ; la température minimale est de −24,2 °C, atteinte le 18 février 1956,,.
Les paramètres climatiques de la commune ont été estimés pour le milieu du siècle (2041-2070) selon différents scénarios d'émission de gaz à effet de serre à partir des nouvelles projections climatiques de référence DRIAS-2020. Ils sont consultables sur un site dédié publié par Météo-France en novembre 2022.

## Urbanisme

### Typologie
Au 1er janvier 2024, Nançois-le-Grand est catégorisée commune rurale à habitat dispersé, selon la nouvelle grille communale de densité à sept niveaux définie par l'Insee en 2022.
Elle est située hors unité urbaine et hors attraction des villes,.

### Occupation des sols
L'occupation des sols de la commune, telle qu'elle ressort de la base de données européenne d’occupation biophysique des sols Corine Land Cover (CLC), est marquée par l'importance des territoires agricoles (76,3 % en 2018), une proportion identique à celle de 1990 (76,3 %). La répartition détaillée en 2018 est la suivante : 
terres arables (49,8 %), prairies (25,4 %), forêts (23,7 %), zones agricoles hétérogènes (1,1 %). L'évolution de l’occupation des sols de la commune et de ses infrastructures peut être observée sur les différentes représentations cartographiques du territoire : la carte de Cassini (XVIIIe siècle), la carte d'état-major (1820-1866) et les cartes ou photos aériennes de l'IGN pour la période actuelle (1950 à aujourd'hui).

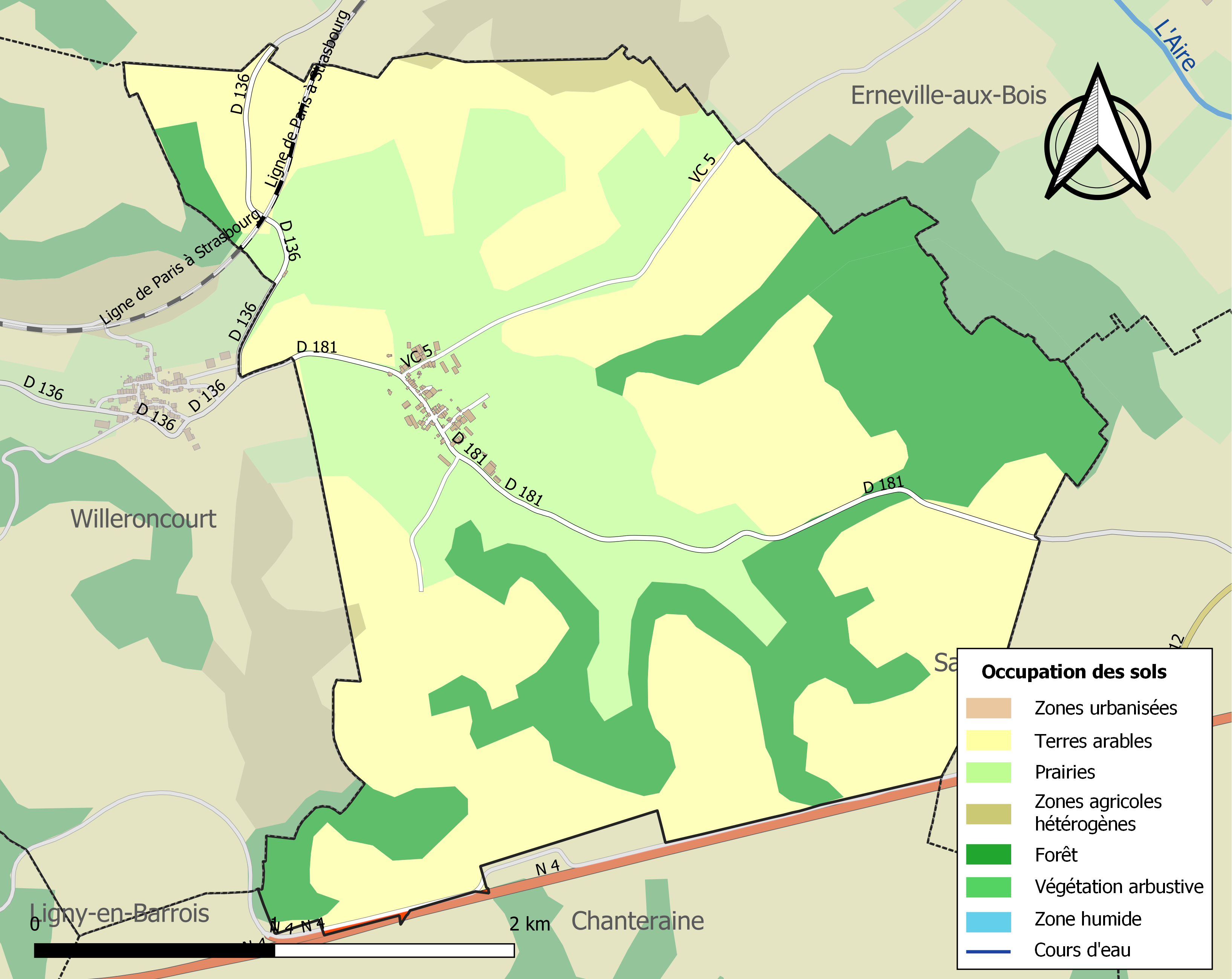
Carte des infrastructures et de l'occupation des sols de la commune en 2018 (CLC).

## Toponymie
Anciennement mentionné : Nasitum in pago Adornensi (viie siècle), Nancioris-curtis (947), Nanzeiacum (1064), Nanceiacum (1106), Nanceium-saporosum et Nancetum-saprosum (1402), Nansoyum-saporosum (xve siècle), Nancoy (1460), Grant-Nansoy (1495-96), Grand-Nançoy (1579), Grand-Nancy (1700), Grand-Nançois et Nansitum-Magnum (1711), Nanciacum et Nanceiis (1756).

Nançois-le-Grand est vulgairement appelé Nançois-le-Savroux au XIXe siècle.

## Histoire
Dépendait du Barrois mouvant et du diocèse de Toul avant 1790.

## Héraldique
| Blason de Nançois-le-Grand | Blason  | D'azur à une étoile d'argent, mantelé renversé bastillé d'or à deux chaines brisées de gueules posées en chevron renversé soutenues en pointe par un martin pêcheur de sinople allumé du champ, becqué et membré de gueules. |
| Blason de Nançois-le-Grand | Détails | Blason composé par R.A. Louis avec les conseils de la Commission héraldique de l'UCGL et mis à disposition de la commune en 2013.                                                                                            |

## Politique et administration
| Période                                  | Période  | Identité         | Étiquette | Qualité            |
| ---------------------------------------- | -------- | ---------------- | --------- | ------------------ |
| Les données manquantes sont à compléter. |          |                  |           |                    |
| (maire en 1981)                          |          | Hubert Vannesson |           |                    |
| mars 2008                                | mai 2020 | Claude Orbion    |           | Agriculteur        |
| mai 2020                                 | En cours | Robert Schmitt   |           | Ancien agriculteur |

## Démographie
L'évolution du nombre d'habitants est connue à travers les recensements de la population effectués dans la commune depuis 1793. Pour les communes de moins de 10 000 habitants, une enquête de recensement portant sur toute la population est réalisée tous les cinq ans, les populations de référence des années intermédiaires étant quant à elles estimées par interpolation ou extrapolation. Pour la commune, le premier recensement exhaustif entrant dans le cadre du nouveau dispositif a été réalisé en 2008.

En 2022, la commune comptait 74 habitants, en évolution de +2,78 % par rapport à 2016 (Meuse : −4,4 %, France hors Mayotte : +2,11 %).
| 1793 | 1800 | 1806 | 1821 | 1831 | 1836 | 1841 | 1846 | 1851 |
| ---- | ---- | ---- | ---- | ---- | ---- | ---- | ---- | ---- |
| 218  | 276  | 279  | 263  | 294  | 305  | 328  | 314  | 300  |

| 1856 | 1861 | 1866 | 1872 | 1876 | 1881 | 1886 | 1891 | 1896 |
| ---- | ---- | ---- | ---- | ---- | ---- | ---- | ---- | ---- |
| 276  | 267  | 249  | 242  | 246  | 236  | 224  | 210  | 204  |

| 1901 | 1906 | 1911 | 1921 | 1926 | 1931 | 1936 | 1946 | 1954 |
| ---- | ---- | ---- | ---- | ---- | ---- | ---- | ---- | ---- |
| 203  | 161  | 157  | 118  | 105  | 103  | 101  | 93   | 93   |

| 1962 | 1968 | 1975 | 1982 | 1990 | 1999 | 2006 | 2008 | 2013 |
| ---- | ---- | ---- | ---- | ---- | ---- | ---- | ---- | ---- |
| 78   | 68   | 55   | 59   | 61   | 60   | 58   | 58   | 72   |

| 2018 | 2022 | - | - | - | - | - | - | - |
| ---- | ---- | - | - | - | - | - | - | - |
| 73   | 74   | - | - | - | - | - | - | - |

## Culture locale et patrimoine

### Lieux et monuments
- Église Saint-Èvre.
- Ferme pédagogique des Terres Froides, visites de classes sur l'exploitation en agriculture biologique.

### Personnalités liées à la commune
- Hubert Vannesson, maire pendant 37 ans.